# Tobias Kircher
Tobias Kircher (* 5. April 1996 in Starnberg) ist ein deutscher Eishockeyspieler, der derzeit beim SC Riessersee unter Vertrag steht.

## Karriere
In der U16 des Augsburger EV startete Kircher seine Karriere und wechselte 2011 zur Jugendabteilung der Adler Mannheim, den Jungadlern Mannheim. In der Saison 2013/14 machte der deutsche Stürmer sein erstes Spiel in der erstklassigen DEL für die Adler Mannheim, die Jungadler verliehen den jungen Stürmer anschließend weiter an die Heilbronner Falken in die DEL2, wo er von 2014 bis 2015 47 Spiele absolvierte.
In der Saison 2015/16 suchte Tobias Kircher sein sportliches Glück in Nordamerika bei den Aston Rebels und den Corpus Christi Ice Rays, ehe er wieder nach Deutschland zu den Fischtown Pinguins Bremerhaven wechselte. Die Pinguins statteten Kircher mit einer Förderlizenz aus und liehen ihn zwischen 2016 und 2019 zu den Heilbronner Falken und den Eispiraten Crimmitschau aus. Seit der Saison 2019/20 spielt Kircher beim SC Riessersee.

## Erfolge und Auszeichnungen
- 2012 DNL Meister
- 2012 Schüler-BL Meister
- 2013 DNL Meister
- 2014 DNL Meister
- 2015 DNL Meister